# Excavarus sibiricola
Excavarus sibiricola là một loài tò vò trong họ Ichneumonidae.